# Paula Dobriansky
Pour les articles homonymes, voir Dobriansky.
Paula Jon Dobriansky, née le 14 septembre 1955 à Alexandria (Virginie), est une conseillère en politique étrangère américaine qui joue un rôle clé dans plusieurs administrations présidentielles des États-Unis à partir de la fin des années 1980. Elle est notamment sous-secrétaire d'État au State for Democracy and Global Affairs (en) de 2001 à 2009. Elle est un membre fondateur du Project for the New American Century.